# Eggo
Eggo és una marca de gofres congelades propietat de l'empresa Kellogg i distribuïda a Amèrica del Nord. Hi ha diverses varietats disponibles, incloent-hi les casolanes, les miniatura, de cirera, nabiu, maduixa, vainilla, canyella amb sucre morè, de poma amb canyella, sèrum de mantega, xips de xocolata i Thick & Fluffy.
A més de gofres, Eggo també produeix una selecció de pancakes, pa torrat francès i entrepans d'esmorzar amb ous i formatge, de les quals les varietats inclouen pernil o embotit.
A mitjans de juny de 2009 Eggo tenia una quota del 73% del mercat de gofres congelades als Estats Units.

## Història
Les gofres eggo van ser inventades a San José, Califòrnia, per Frank Dorsa i els seus germans, que va desenvolupar un procés pel qual les gofres es podien cuinar, congelar i envasar per als consumidors.
A més de les gofres congelades, els germans Dorsa també van produir patates fregides Eggo (i patates fregides Golden Bear) i xarop Eggo. Tots els productes es van produir en una sola fàbrica extensa a Eggo Way a San Jose, Califòrnia, a prop del creuament entre la carretera US 101 i el carrer East Julian. Els Dorsa van estar molt implicats en les activitats de la comunitat local i van fer moltes donacions a projectes escolars i comunitaris. Per Halloween, en comptes de caramels, Tony Dorsa regalava bosses de patates fregides Eggo per repartir als trucs o tractes.
El 1968, per diversificar la seva activitat, la Kellogg Company va comprar Eggo. El seu eslògan publicitari —"L'eggo my Eggo"—desenvolupat per Leo Burnett el 1972 és molt conegut a través dels seus anuncis de televisió.
Kellogg's produeix un cereal d'esmorzar de la marca Eggo amb una forma que sembla les gofres. Els sabors inclouen xarop d'auró i torrades de canyella. Es va produir originalment entre 2006 i 2012, però després que es va reintroduir una campanya popular el 2019.

## Stranger Thingsi la revifalla d'Eggo
La sèrie de Netflix Stranger Things (2016-2022) va incloure les gofres d'Eggo com a tema clau de la història i va atraure l'atenció global de la marca més enllà dels països on es ven la marca. A l'espectacle, són el menjar preferit del personatge Eleven.
Com a conseqüència de la gran popularitat de la sèrie, la marca es va revitalitzar. Després d'alguns anys de vendes estancades o decreixents, es va produir un augment del 14 per cent després de l'emissió de la primera temporada del programa el 2016.
El 2020, Eggo va guanyar el Lausanne Index Prize - Millor producte de l'any.

## Notable escassetat d'Eggo
A la tardor de 2009, hi va haver una escassetat d'alguns productes Eggo a causa de diversos problemes. Entre aquests hi havia una contaminació per listèria que va fer que la planta d'Atlanta es tanqués per ser desinfectada, grans inundacions a la zona d'Atlanta i reparacions d'equips a la planta de Kellogg a Rossville, Tennessee.